# Liste der Naturdenkmale im Landkreis Dahme-Spreewald

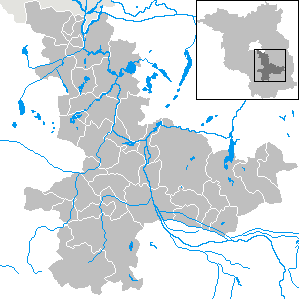
Karte des Landkreises Dahme-Spreewald

Die Liste der Naturdenkmale im Landkreis Dahme-Spreewald enthält die Naturdenkmale im Landkreis Dahme-Spreewald. Grundlage der Einzellisten sind die in den jeweiligen Listen angegebenen Quellen. Die Angaben in den einzelnen Listen ersetzen nicht die rechtsverbindliche Auskunft der zuständigen Behörden.

## Aufteilung
Wegen der großen Anzahl von Naturdenkmalen im Landkreis Dahme-Spreewald ist diese Liste in Teillisten nach den Städten und Gemeinden aufgeteilt.
| Stadt/Gemeinde                      | Karte | Naturdenkmallisten    | Bild eines Naturdenkmals                |
| ----------------------------------- | ----- | --------------------- | --------------------------------------- |
| Alt Zauche-Wußwerk                  |       | - keine Naturdenkmale |                                         |
| Bersteland                          |       | - Naturdenkmale       |                                         |
| Bestensee                           |       | - Naturdenkmale       |                                         |
| Byhleguhre-Byhlen (Běła Góra-Bělin) |       | - Naturdenkmale       | Pintschens Quell                        |
| Drahnsdorf                          |       | - Naturdenkmale       |                                         |
| Eichwalde                           |       | - Naturdenkmale       | Eichwalder Friedenseiche                |
| Golßen                              |       | - Naturdenkmale       | Stieleiche vor der Kirche in Golßen     |
| Groß Köris                          |       | - Naturdenkmale       | Güldensee                               |
| Halbe                               |       | - Naturdenkmale       | Stieleiche in Teurow                    |
| Heideblick                          |       | - Naturdenkmale       | Stieleiche an der Kirche Bornsdorf      |
| Heidesee                            |       | - Naturdenkmale       | Flatterulme in Friedersdorf             |
| Jamlitz                             |       | - Naturdenkmale       |                                         |
| Kasel-Golzig                        |       | - Naturdenkmale       |                                         |
| Königs Wusterhausen                 |       | - Naturdenkmale       |                                         |
| Krausnick-Groß Wasserburg           |       | - Naturdenkmale       |                                         |
| Lieberose                           |       | - Naturdenkmale       | Linden auf dem Lindenplatz in Lieberose |
| Lübben (Spreewald)                  |       | - Naturdenkmale       | Stieleiche in Steinkirchen              |
| Luckau                              |       | - Naturdenkmale       |                                         |
| Märkisch Buchholz                   |       | - Naturdenkmale       |                                         |
| Märkische Heide                     |       | - Naturdenkmale       | Stiel-Eiche                             |
| Mittenwalde                         |       | - Naturdenkmale       | Stiel-Eiche                             |
| Münchehofe                          |       | - Naturdenkmale       |                                         |
| Neu Zauche (Nowa Niwa)              |       | - Naturdenkmale       | Eiche in Briesensee                     |
| Rietzneuendorf-Staakow              |       | - Naturdenkmale       |                                         |
| Schlepzig                           |       | - keine Naturdenkmale |                                         |
| Schönefeld                          |       | - Naturdenkmale       |                                         |
| Schönwald                           |       | - keine Naturdenkmale |                                         |
| Schulzendorf                        |       | - Naturdenkmale       |                                         |
| Schwerin                            |       | - Naturdenkmale       |                                         |
| Schwielochsee                       |       | - Naturdenkmale       | Friedenseiche Goyatz                    |
| Spreewaldheide                      |       | - Naturdenkmale       |                                         |
| Steinreich                          |       | - keine Naturdenkmale |                                         |
| Straupitz (Tšupc)                   |       | - keine Naturdenkmale |                                         |
| Teupitz                             |       | - Naturdenkmale       | Tütschensee                             |
| Unterspreewald                      |       | - Naturdenkmale       |                                         |
| Wildau                              |       | - Naturdenkmale       |                                         |
| Zeuthen                             |       | - Naturdenkmale       |                                         |